# Farrer Road
Farrer Road – stacja podziemna Mass Rapid Transit (MRT) na Circle Line w Singapurze.